# Насекомые в этике

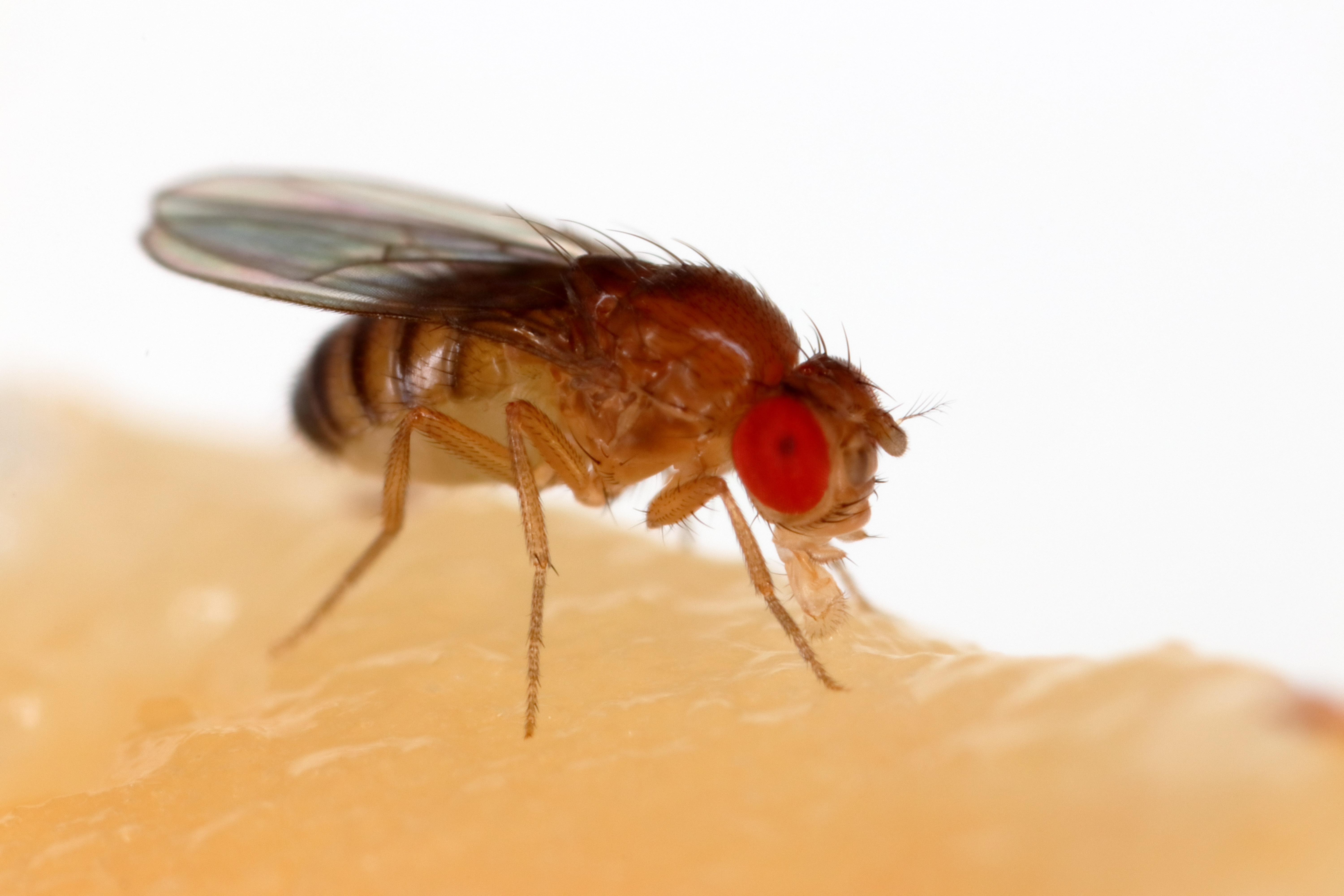
Дрозофила фруктовая; этот вид насекомых обычно используется в научных экспериментах

Насекомые и этические обязательства человека перед ними обсуждались рядом писателей и деятелей на протяжении всей истории человечества, многие из которых, аргументируя с различных точек зрения, утверждали, что существуют моральные обязательства человека перед насекомыми по непричинению им вреда и неубийства их. Однако, в соответствии с общепринятыми определениями в области защиты животных и сельскохозяйственной этики, утверждается, что отдельные насекомые не имеют «права на жизнь».

## Религиозные взгляды

### Джайнизм

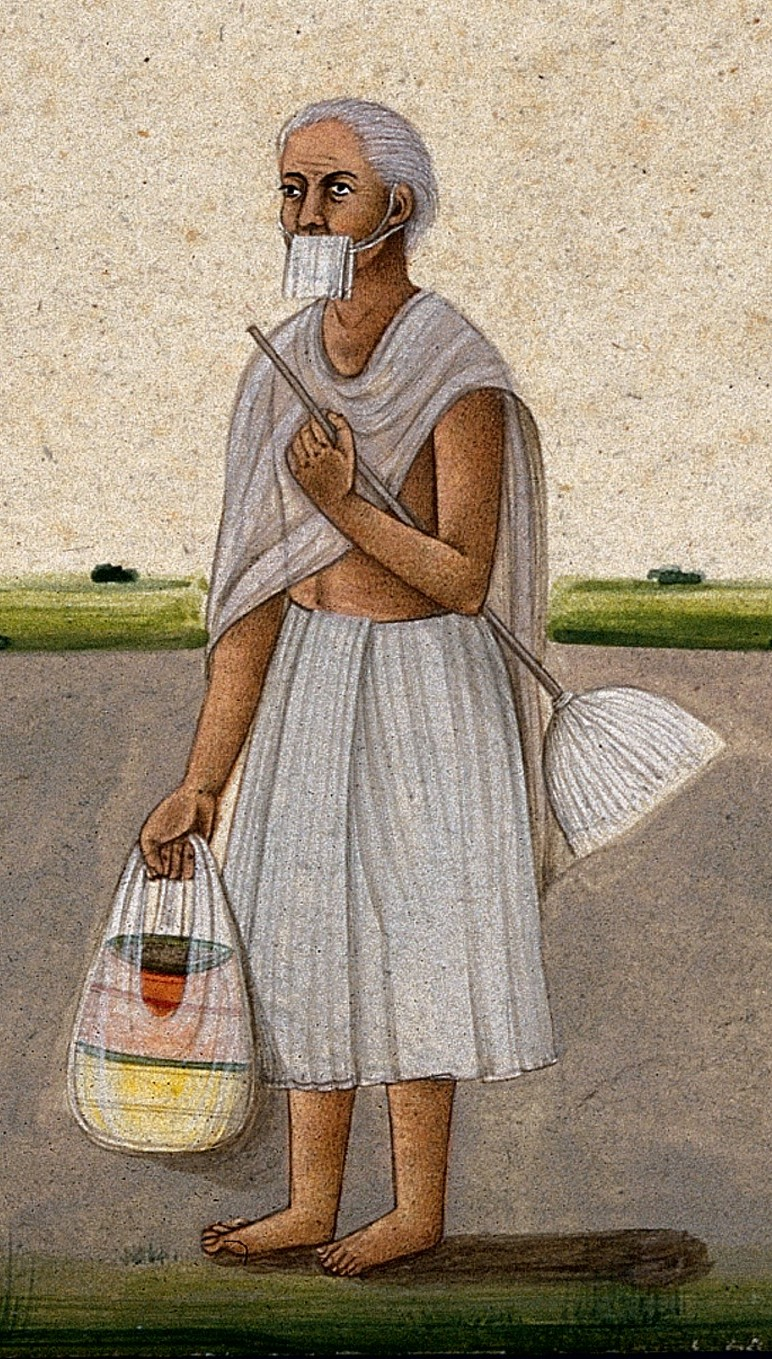
Джайниский монах держит в руке специальную метлу, чтобы перемещать насекомых, не причиняя им вреда, и носит маску, чтобы случайно не вдохнуть маленьких летающих насекомых

Джайниские монахи принимают серьёзные меры предосторожности, чтобы непреднамеренно не причинить вреда даже самым маленьким живым существам, включая насекомых. Нарушение фундаментального принципа Ахимсы (ненасилия) негативно влияет на карму, особенно когда уничтожение жизни вызвано небрежностью, хотя насилие над насекомыми влияет на карму меньше, чем насилие над так называемыми «пятичувственными существами» (включающих, к примеру, людей); В джайнизме существует иерархия форм существования, где существа классифицируются в зависимости от количества чувств, которыми они обладают. Насекомые могут иметь различия по наличию количества чувств, например, черви имеют два чувства, муравьи — три, а мухи — четыре. Таким образом, убийство и деструктивное поведение по отношению к разным насекомым влияет на карму по-разному.

### Буддизм
Согласно буддийским учениям, насекомые считаются живыми, чувствующими существами, для которых рекомендуется воздерживаться от причинения вреда, в том числе убийством. Случайное убийство насекомого никак не влияет на карму, но если, например, убивать насекомых и прикрываться тем, что это было сделано в целях самозащиты, это негативно повлияет на карму. Если же насекомое было убито, рекомендуется пожелать ему удачи на посмертие, это также может побудить человека меньше совершать убийства насекомых. В рассказе о жизни Будды было описано, что однажды он приказал монахам прекратить свои путешествия в сезон дождей, чтобы избежать гибели червей и насекомых на дорогах, которые жили и размножались в грязи. Следуя примеру джайнизма, буддийские монахи часто используют ситечко, чтобы предотвратить убийство мелких насекомых при питье воды.
В Тибете в период медитаций далай-ламы и других важных религиозных событий месяцами не велось никакого строительства, чтобы случайно не принести вред червям и насекомым.

### Даосизм
Джон Винн-Тайсон в «Расширяющемся круге» цитирует Тай-шан ганьин пянь: «Имейте сострадательное сердце ко всем существам… Даже к насекомым». Он также приписывает Вэнь Чану цитату из 陰騭文圖說, в которой говорится: «Каждый раз, когда вы делаете шаг, всегда следите за муравьями и иными насекомыми. Запрещено также разведение костров снаружи (чтобы погибло как можно наименьшее количество насекомых)».

### Иудаизм
Сефер Хасидим, средневековое произведение на иврите, учит своих последователей никогда не причинять боль и страдание животным, в том числе насекомым, и не убивать ос и мух.

### Христианство
Сом Дженинс, английский член парламента и писатель, утверждал: «Мы не можем дать жизнь, а потому не должны без достаточно веской причины отнимать ее даже у самого ничтожного насекомого; все они получают ее из той же доброжелательной руки, что и мы сами, и, следовательно, имеют равное с нами право пользоваться ею». Уильям Эллери Ченнинг заявил в письме, что он никогда не убьёт насекомое, и утверждал, что Бог дал насекомым такое же право на жизнь, как и людям; он также утверждал, что их убийство опорочит и пустит насмарку работу Бога.
Насекомые и их места обитания: книга для детей, опубликованная Обществом распространения христианских учений в 1833 году, учила детей, что причинение вреда насекомым без острой необходимости является грехом против Бога. И что если, они столкнутся с насекомым в беде, то они не должны причинять ему вреда, но оказать ему помощь:241.

## Исторический обзор
Арабский поэт и философ XI века Аль-Маарри описывал сострадание при отпускании блохи из руки как более доброе, чем при подаянии нуждающемуся. Он утверждал, что и блоха и человек принимают меры предосторожности против  смерти и страстно стремятся продолжать своё существование.
Ранний автор книг о защите прав животных Льюис Гомперц, один из первых веганов, выступал против убийства личинок тутового шелкопряда, которое повсеместно происходит в индустрии шелководства.

## Права и благополучие животных
Питер Сингер утверждает, что отсутствие знаний о способности насекомых к субъективным переживаниям означает, что «права насекомых» еще не то, за что компаниям по защите прав животных следует агитировать.

Энтомолог Джеффри А. Локвуд утверждает:
Значительные эмпирические данные подтверждают утверждение о том, что насекомые чувствуют боль и осознают свои ощущения. Поскольку их боль важна для них самих, они заинтересованы в том, чтобы не страдать, и чтобы их жизнь не ухудшалась из-за наличия в ней боли. Кроме того, как сознательные существа, насекомые имеют планы на будущее (пусть даже ближайшее) в отношении собственной жизни, и смерть нарушает эти планы. В связи с тем, что разум кажется этическим и научно жизнеспособным основанием для присвоения морального статуса, и с учетом предыдущих аргументов, которые устанавливают разумное ожидание, сознания и боли у насекомых, я предлагаю следующую минимальную этику: мы должны воздерживаться от действий, о которых можно обоснованно сложить представление, что они убьют или причинят нетривиальную боль насекомым, если избежание этих действий не имеет или имеет лишь тривиальные издержки для нашего собственного благополучия.
Этический анализ вопроса об убийстве вредных и опасных животных (за исключением животных предназначенных для производства мяса или тестирования продуктов) пришел к выводу, что это допустимо при следующих условиях:[прояснить]
- они представляют невинную угрозу для жизни человека;
- они служат невинным щитом от угроз человеческой жизни;
- мы и животные находимся в ситуации типа «спасательной шлюпки», в которой не могут выжить все.

В такой ситуации первостепенное право животного на жизнь отменяется. В целом, насекомые в любом случае не имеют таких прав, и, кроме того, сельскохозяйственная этика касается морального обоснования убийства млекопитающих-вредителей (хищников, травоядных) или переносчиков болезней (крыс). «Убийство насекомых» является строго экологически проблемной концепцией из-за использования потенциально вредных инсектицидов, и убийство одного насекомого количественно пренебрежимо мало, а значит допустимо.

## В культуре
Утверждалось, что Шекспир выражал симпатию к насекомым, в частности, это  проявление нашло себе место в его пьесе 1604 года Мера за меру, где персонаж Изабелла утверждает: «Ощущение смерти больше всего связано с опасениями. / И бедный жук, на которого мы наступаем, / В телесном страдании находится в таком же состоянии боли / Как когда умирает великан.» :99–100
В стихотворении "О жестокости", Джон Клэр говорит о спасении мух из паутины: «Мухи тебе говорили, / Бедные, как они есть; / И часто ли паутину ты рвал, / Чтобы освободить пленника».
Идиома «мухи не обидит» используется для обозначения человека, который нежен, аккуратен и мягок и не сделает ничего, что в последствии его действий, причинит кому-либо боль или вред.